# Гамамелисовые
Гамамелисовые (лат. Hamamelidaceae) — семейство двудольных растений, входящее в порядок Камнеломкоцветные, включающее в себя 27 родов и около 80—90 видов кустарников и небольших деревьев. В ископаемом состоянии известны с середины мелового периода (альб — сеноман).

## Роды
- Chunia Hung T.Chang — Чуния
- Corylopsis Siebold & Zucc. — Корилопсис; около 30 видов в Восточной Азии.
- Dicoryphe Thouars — Дикорифе
- Disanthus Maxim. — Дисантус; 1 вид в Восточной Азии.
- Distyliopsis P.K.Endress — Дистилиопсис
- Distylium Siebold & Zucc. — Дистилиум; около 10 видов в Восточной Азии и Гималаях.
- Embolanthera Merr.
- Eustigma Gardner & Champ.
- Exbucklandia R.W.Br. — Эксбукландия; 1 вид в Юго-Восточном Китае.
- Fortunearia — Форчунеария; 1 вид в Восточном Китае.
- Fothergilla — Фотергилла; 3 вида на юго-востоке США.
- Hamamelis L. typus — Гамамелис; несколько видов на востоке Северной Америки и в восточной Азии.
- †Langeria (Wolfe) & Wehr; 1 вид, существовал в эоцене.
- Loropetalum — Лоропеталум; 2 вида в Восточной Азии
- Maingaya Oliv.
- Matudaea — Матудея
- Molinadendron
- Mytilaria
- Neostrearia
- Noahdendron
- Ostrearia — Остреария
- Parrotia C.A.Mey. — Парротия; 1 вид Парротия персидская (Parrotia persica) произрастает в горах Юго-Западной Азии.
- Parrotiopsis — Парротиопсис; 1 вид в Гималаях
- Rhodoleia — Родолея; около 7 видов в Юго-Восточной Азии
- Sinowilsonia; 1 вид в Западном Китае
- Sycopsis — Сикопсис; около 7 видов в Юго-Восточной Азии
- Tetrathyrium
- Trichocladus